# NGC 1365
NGC 1365は、ろ座の方角に地球から約5600万光年離れた位置にある棒渦巻銀河である。Great Barred Spiral Galaxyとしても知られる。銀河核は楕円形で、おおよそ50″ × 40″の大きさである。渦状腕は、東西に横たわる棒から南北方向に太く伸び、ほぼリングのようなZ型を作っている。
超新星SN 2001du、SN 1983V及びSN 1957CがNGC 1365内で発見された。

## ギャラリー

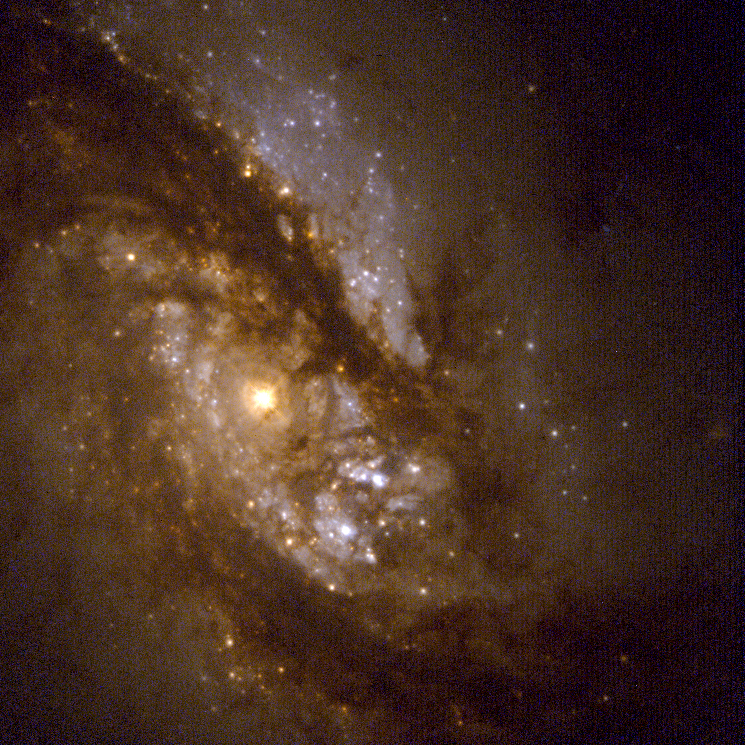
NGC 1365の中心領域には、塵の筋が見える。
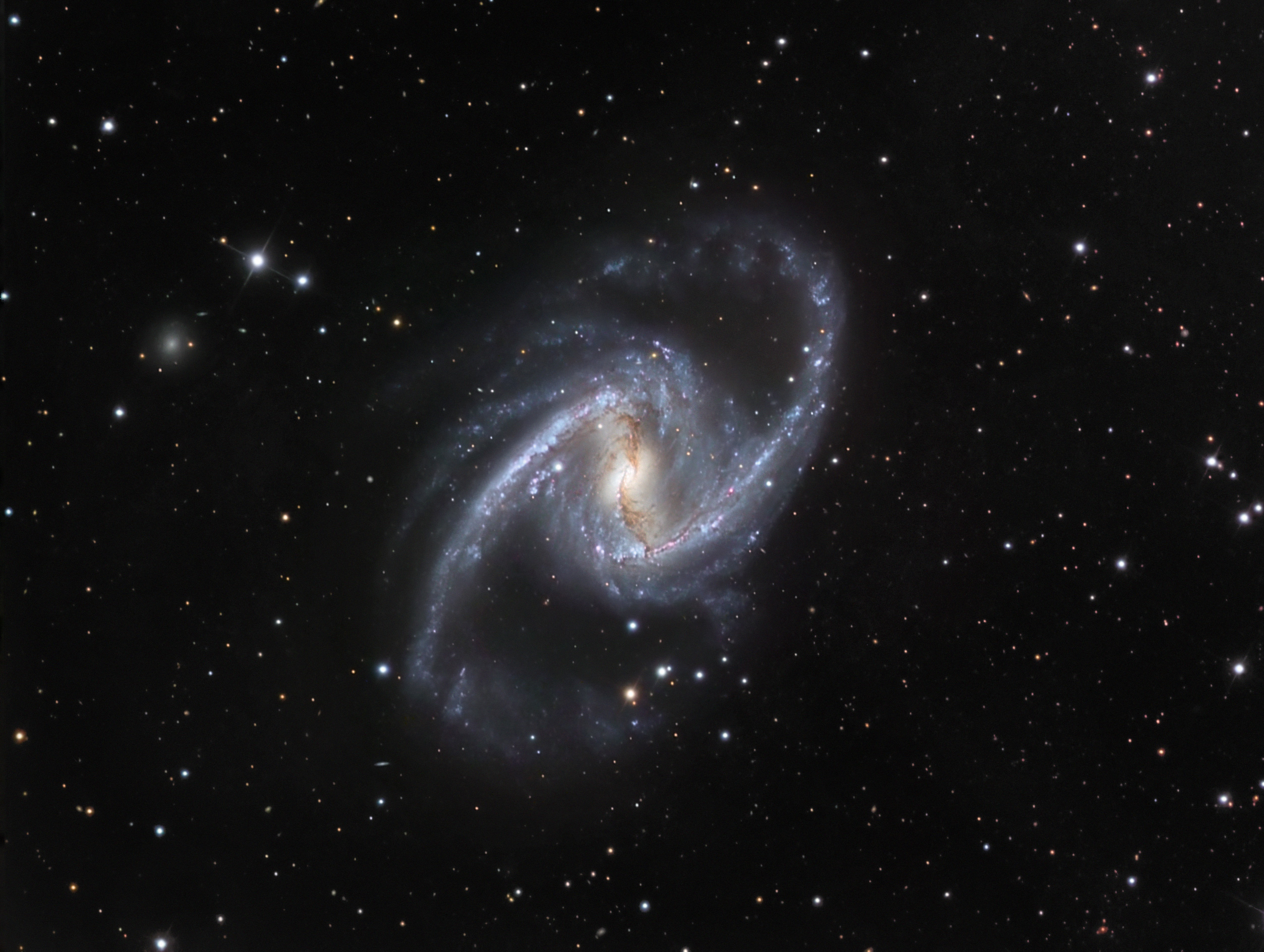
NGC 1365 Credit: ESO/IDA/Danish 1.5 m/ R. Gendler, J-E. Ovaldsen, C. Thone, and C. Feron..
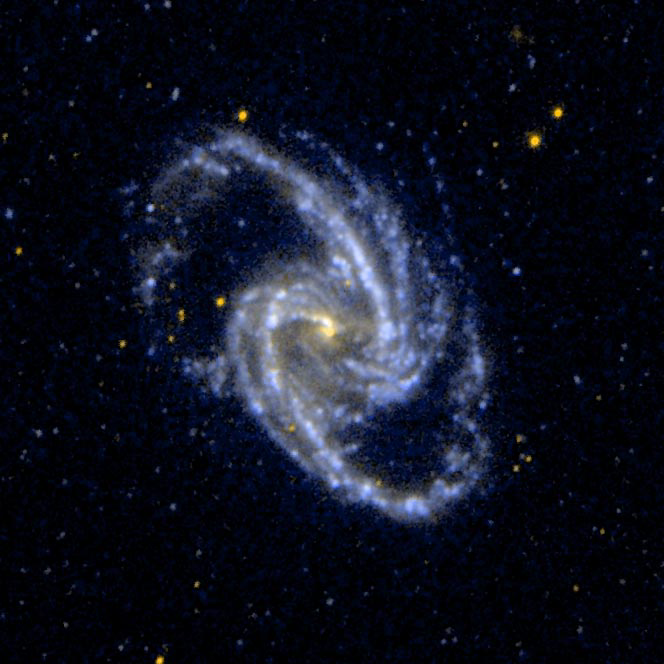
GALEXによって撮影されたNGC 1365の紫外線画像 Credit: GALEX/NASA.
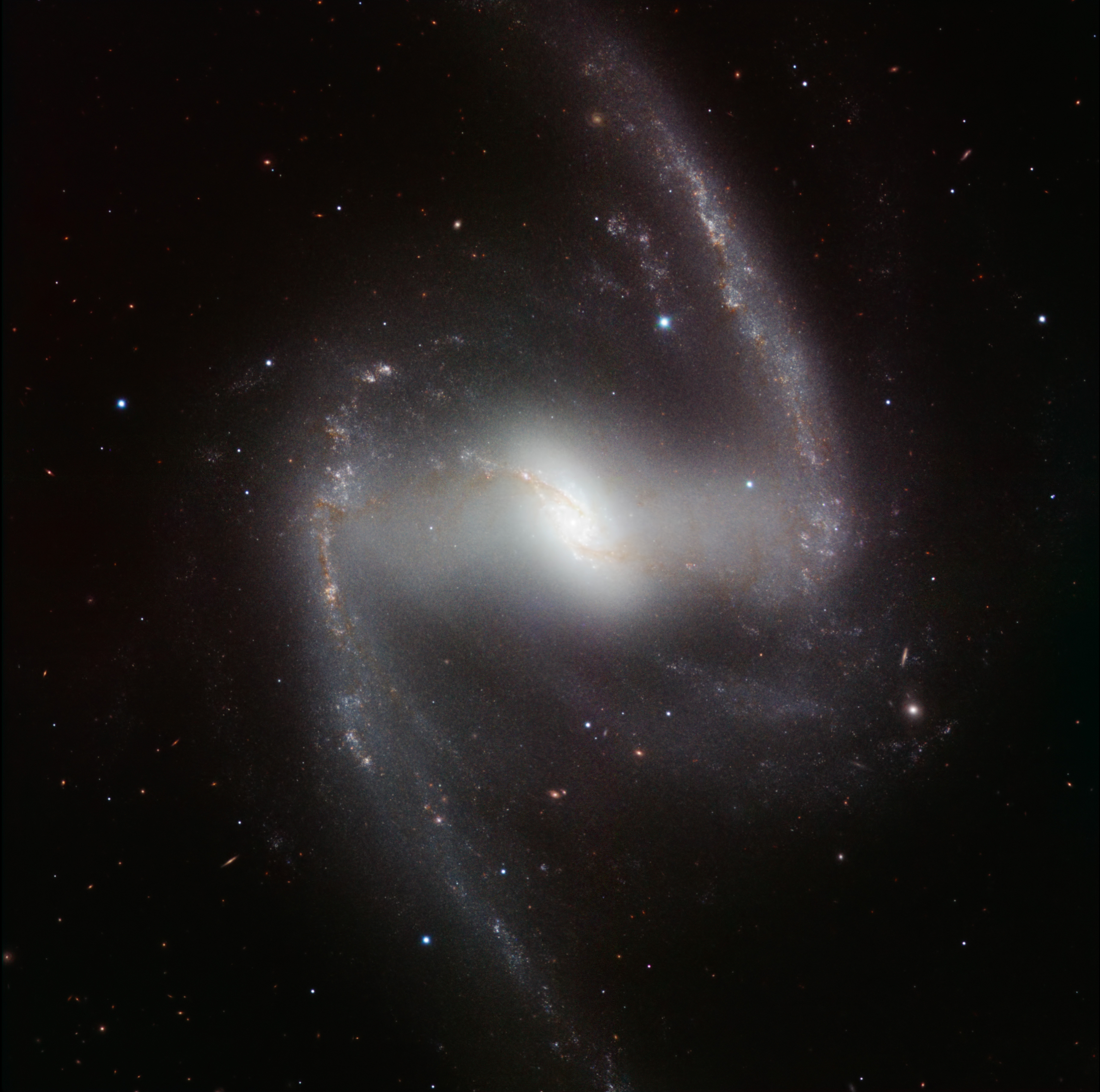
HAWK-Iによる赤外線画像 Credit: ESO/P. Grosbol.